# Calliuncus
Calliuncus is een geslacht van hooiwagens uit de familie Triaenonychidae.
De wetenschappelijke naam Calliuncus is voor het eerst geldig gepubliceerd door Roewer in 1931. 

## Soorten
Calliuncus omvat de volgende 6 soorten:
- Calliuncus ephippiatus
- Calliuncus ferrugineus
- Calliuncus glaber
- Calliuncus labyrinthus
- Calliuncus odoratus
- Calliuncus vulsus